# アストロチキン

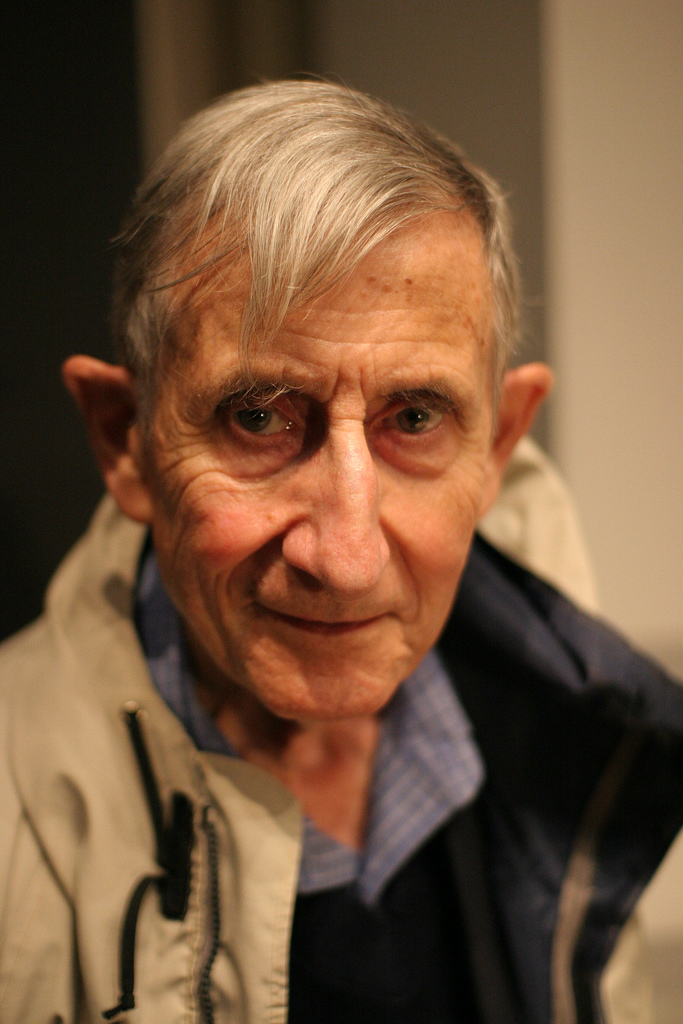
2005年のフリーマン・ダイソン

アストロチキン（Astrochicken）は、理論物理学者フリーマン・ダイソンによって考案された宇宙探査機の一種。 小型で1キログラムほどの宇宙機であり、機械部品と生体部品を組み合わせることで有人宇宙船よりも効率的に宇宙空間を探索できる。

## 概要
ダイソンは自身の著書 『Disturbing the Universe （1979）』で、有人宇宙船よりも効率的に宇宙空間を探索できる小さな自己複製宇宙機をどのように構築できるか考案した。ダイソンはジョン・フォン・ノイマンは1948年の「オートマトンの一般的および論理的理論」(The General and Logical Theory of Automata. )と題した講義を参考にした。ダイソンはフォン・ノイマンのオートマトン理論を拡張し、生物学的要素を付与した。 
アストロチキンは一般的な宇宙機と異なり、1キログラム程度と非常に小型、軽量である。 生物学とマイクロエレクトロニクス双方の技術を用いて、人工知能、有機素材、電子部品を組み込んで作られる。アストロチキンは従来のロケットによって宇宙に打ち上げられ、卵が宇宙に放たれる。その後、アストロチキンは孵化して太陽熱収集機の羽を開き、宇宙機を駆動するイオンエンジンに電力を給電する。アストロチキンが惑星に近づくと、惑星の衛星や環などから物質を収集し、栄養分を取り込む。化学反応を用いてガスを生成するボンバルディアカブトムシなど一部の昆虫などと同様の補助化学ロケットを使用して離着陸を行う。 地球と無線で通信できるようになると、航行の詳細を定期的に送信する。

## 歴史
「アストロチキン」という名称は、 フォン・ノイマンにヒントを得たオートマトンに関するダイソンの初期の著書には使われていなかった。このアイデアはオーストラリアのアデレードで行われた「バイオテクノロジーによる宇宙探査」のテーマに関するダイソンの講演で発表された  。講演の聴者は「ああ、これはアストロチキンだ」と言った。この気まぐれな名前が定着し、ダイソンは自身の著書でこの名称を使い始めた。 
アストロチキンは、宇宙探査が将来どのように進むかについてのいくつかの理論と共鳴している。コンピューター科学者のロドニー・ブルックスは、単独で高価な探査車の代わりに、安価で虫のようなロボットを多数送り、火星を探索することを提案している。 
物理学者で著名な作家であるミチオ・カクは、著作『Hyperspace』で次のように書いている。「アストロチキンは宇宙探査のボトルネックとなっていた過去の巨大で法外に高価な宇宙ミッションよりも明確な利点がある多目的な宇宙探査機である。大量のロケット燃料は必要ない。外側の惑星を取り巻く環に見られる氷と炭化水素を「食べる」ように育てられ、プログラムされている」 
未来の科学の可能性に関するエッセイの著名な著者としてダイソン球やダイソン・ツリーなどダイソンが考案したアイデアは科学およびSFなどで頻繁に登場するほど人気がある。一方でより気まぐれに名付けられた「アストロチキン」は、これらと比べると知名度がない。 